# 愛のバカ
「愛のバカ」（あいのバカ）は、内田有紀の3枚目のオリジナル・アルバム。

## 解説
2枚目のアルバム『MI-CHEMIN』から半年振りの新作。
Char、金子マリ、南佳孝、大沢誉志幸、CHARA、レピッシュ、藤井尚之を始め、主にロック系列のアーティストより楽曲提供を受けた本作。
近年では音楽配信サービスでハイレゾ音源が入手可能。

## 収録曲
1. 追いかけてくる月
  - 作詞:グ・スーヨン 作曲:藤井尚之 編曲:清水靖晃
2. BE MY BOY
  - 作詞・作曲・編曲:戸田誠司
3. Baby's Universe
  - 作詞:金子マリ 作曲・編曲:Char
4. もぉ いや
  - 作詞・作曲:CHARA 編曲:渡辺善太郎
5. シークレットダイヤルを廻せ
  - 作詞:サエキけんぞう 作曲・編曲:コモエスタ八重樫
6. 非常階段で踊る
  - 作詞:グ・スーヨン 作曲:福原まり 編曲:矢口博康
7. ロバのサーカス
  - 作詞:MAGUMI 作曲・編曲:杉本恭一
8. 地球が泣いている
  - 作詞:グ・スーヨン & SEDY 作曲・編曲:井上憲一
9. 背中は見せない
  - 作詞:永井"ホトケ"隆 作曲:大沢誉志幸 編曲:塩次伸二 ホーンアレンジ:佐野聡
10. 銀のペンダント
  - 作詞・作曲:南佳孝 編曲:塩谷哲